# Dominic McLaughlin
Dominic McLaughlin (2014) es un actor escocés. En mayo de 2025, se confirmó su fichaje para interpretar a Harry Potter en la próxima serie de televisión homónima de HBO.

## Biografía
McLaughlin fue fichado en el elenco de la comedia cinematográfica Grow, que protagonizará junto a Nick Frost y Golda Rosheuvel. Así mismo, fue elegido para la adaptación televisiva de la BBC de Gifted, novela de Marilyn Kaye. Ambos estrenos están previstos para 2025. En mayo de 2025, fue elegido para interpretar a Harry Potter en la próxima serie de televisión homónima que emitirá HBO; actuará junto a Arabella Stanton y Alastair Stout como Hermione Granger y Ron Weasley, respectivamente.

## Filmografía
| dagger | Indica obras que aún no se han estrenado |

### Películas
| Año  | Título | Personaje | Refs.       |
| ---- | ------ | --------- | ----------- |
| 2025 | Grow   | —         | [ 1 ] [ 3 ] |
| 2025 | Gifted | —         | [ 2 ] [ 5 ] |

### Televisión
| Año  | Título       | Personaje    | Notas        | Ref.        |
| ---- | ------------ | ------------ | ------------ | ----------- |
| 2027 | Harry Potter | Harry Potter | Protagonista | [ 1 ] [ 8 ] |